# Drosophila natasha
Drosophila natasha är en tvåvingeart som beskrevs av Gornostaev 1992. Drosophila natasha ingår i släktet Drosophila och familjen daggflugor.
Artens utbredningsområde är Turkmenistan.